# فیلم صورتی

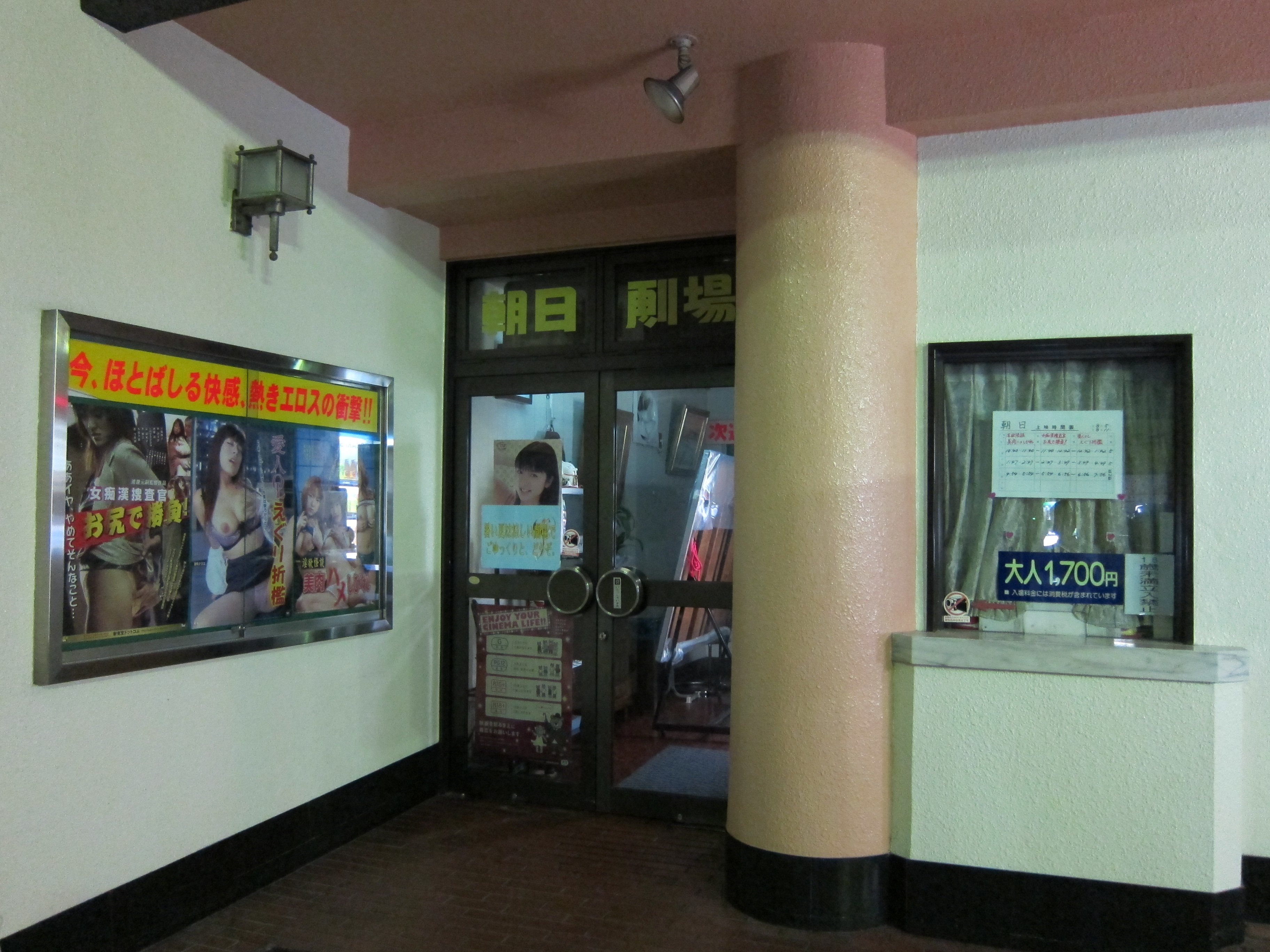
یک سالن نمایش فیلم صورتی در ژاپن

فیلم صورتی (به ژاپنی: ピンク映画) در وسیع‌ترین معنایش، شامل تمام فیلم‌های سینمایی ژاپنی می‌شود که در آن‌ها، برهنگی وجود دارد (به همین علت صورتی) یا ارتباطی با آمیزش جنسی داشته باشند. این دسته‌بندی، تمام ژانرها را از قبیل درام، اکشن و سودجو دربرمی‌گیرد. 
فیلم‌های صورتی در اواسط دهه ۱۹۶۰ میلادی، به سرعت محبوب شدند و تا اواسط دهه ۱۹۸۰ میلادی، سینمای خانگی ژاپن را تحت سلطه داشتند. این فیلم‌ها، در دهه ۱۹۶۰، اغلب محصول استودیوهای فیلم‌سازی کوچک و مستقل بودند. حول و حوش سال ۱۹۷۰ میلادی، استودیوهای بزرگی مانند نیککاتسو، روی محتواهای شهوانی در فیلم‌ها متمرکز شدند. استودیوی فیلم دیگری به نام توئی، شروع به تولید فیلم‌هایی با عنوان «فیلم‌های خشن صورتی» کرد. با موفقیت و تولید بالاتر و همین‌طور توانایی این استودیوها، برخی از این فیلم‌ها، انتقادی شدند و در میان عامه، موفقیت‌های عمومی کسب کردند. با وجود تغییر ذائقه و علاقه مخاطب در دهه ۱۹۸۰ میلادی و در اثر ظهور ویدئوهای مربوط به بزرگسالان، این‌گونه فیلم‌ها، هنوز تولید می‌شوند. 